# Raising Hell (album Run-D.M.C.)
Raising Hell – trzeci album studyjny hiphopowego zespołu Run-D.M.C. Ukazał się 18 lipca 1986 nakładem wytwórni Profile Records. Gościnnie pojawili się Steven Tyler i Joe Perry z zespołu Aerosmith.
W 2003 album został sklasyfikowany na 120. miejscu listy 500 albumów wszech czasów magazynu Rolling Stone.

## Lista utworów
Opracowano na podstawie źródła.
| #  | Tytuł               | Gościnnie              | Czas |
| -- | ------------------- | ---------------------- | ---- |
| 1  | „Peter Piper”       |                        | 3:25 |
| 2  | „It’s Tricky”       |                        | 3:05 |
| 3  | „My Adidas”         |                        | 2:44 |
| 4  | „Walk This Way”     | Steven Tyler Joe Perry | 5:11 |
| 5  | „Is It Live”        |                        | 3:06 |
| 6  | „Perfection”        |                        | 2:52 |
| 7  | „Hit It Run”        |                        | 3:10 |
| 8  | „Raising Hell”      |                        | 5:31 |
| 9  | „You Be Illin'”     |                        | 3:26 |
| 10 | „Dumb Girl”         |                        | 3:31 |
| 11 | „Son Of Byford”     |                        | 0:27 |
| 12 | „Proud To Be Black” |                        | 3:14 |

## Użyte sample
- „Peter Piper”
  - Bob James – „Take Me to Mardi Gras”

- „Hit It Run”
  - Cerrone – „Rocket in the Pocket”

## Twórcy
Opracowano na podstawie materiału źródłowego.
- Run – rap
- D.M.C. – rap
- Jam Master Jay – perkusja, instrumenty klawiszowe, turntablizm
- Joe Perry – gitara elektryczna w utworze „Walk This Way”
- Rick Rubin – gitara elektryczna w utworze „Raising Hell”
- Daniel Shulman – gitara basowa w utworze „Raising Hell”
- Sam Sever – automat perkusyjny w utworze „Is It Live”